# Shimizuomyces
Shimizuomyces — рід грибів родини Clavicipitaceae. Назва вперше опублікована 1981 року.